# Groningen op het Regio Songfestival
Groningen is een Nederlandse provincie en kan hierdoor deelnemen aan het Regio Songfestival.
De provincie neemt al deel aan het festival sinds de start ervan in 2023 en heeft sindsdien aan alle edities deelgenomen. De Groningse inzending wordt ieder jaar geselecteerd door middel van een preselectie.

## Geschiedenis
In 2023 werd het eerste Regio Songfestival georganiseerd in Utrecht. De eerste deelnemer voor Groningen werd Wat Aans!, met het liedje Wakker in Grunn. De groep wist in de preselectie de overige twee finalisten te verslaan nadat ze de meeste stemmen kregen van de televoting. In Utrecht nam Groningen een wervelende start en kreeg de provincie van de eerste vier jury's meteen de volle 12 punten. De andere provinciejury's gaven afwisselende punten waardoor Groningen bij de jury's uiteindelijk vijfde eindigde. Bij de televoters deed de provincie het nog beter, want daar wist Groningen helemaal bovenaan te eindigen. Dit leverde een eindtotaal op van 172 punten: een vierde plaats op slechts vijf punten van de overwinning.
In 2024 werd het Regio Songfestival in Limburg georganiseerd. Trap Aan! werd de winnaar van de Groningse selectie en mocht zodoende naar Maastricht afzakken. Het was voor de tweede editie op rij dat Groningen voor een groep koos. Op het festival kwam de provincie als laatste aan de beurt. De jury's plaatsten Groningen ditmaal op een negende plaats, maar bij de televoters eindigde Groningen voor het tweede jaar op rij helemaal bovenaan. Hierdoor schoof de Groningse inzending nog op tot de vijfde plaats in de eindrangschikking.

## Groningse deelnames
| Jaar | Artiest                       | Lied            | Plaats | Punten | Taal            |
| ---- | ----------------------------- | --------------- | ------ | ------ | --------------- |
| 2023 | Wat Aans!                     | Wakker in Grunn | 4      | 172    | Gronings        |
| 2024 | Trap Aan!                     | Ien de keet     | 5      | 141    | Westerkwartiers |
| 2025 | Jeroen Russchen & Iwan Esajas |                 |        |        |                 |

| Kleur | Betekenis      |
| ----- | -------------- |
|       | Eerste plaats  |
|       | Tweede plaats  |
|       | Derde plaats   |
|       | Laatste plaats |
|       | Gastprovincie  |

## Twaalf punten
(Een vetgedrukte editie betekent dat die regio die editie won.)
| Aantal | Land       | Edities |
| ------ | ---------- | ------- |
| 1      | Friesland  | 2024    |
| 1      | Overijssel | 2023    |

| Aantal | Land       | Edities |
| ------ | ---------- | ------- |
| 1      | Friesland  | 2023    |
| 1      | Gelderland | 2023    |
| 1      | Overijssel | 2023    |
| 1      | Zeeland    | 2023    |

Drenthe · Flevoland · Friesland · Gelderland · Groningen · Limburg · Noord-Brabant · Noord-Holland · Overijssel · Rijnmond · Utrecht · West · Zeeland